# Mănăstirea Trotușanu
Mănăstirea Trotușanu este o mănăstire ortodoxă din România situată în comuna Movilița, județul Vrancea.